# Ungerns Grand Prix 2025
Ungerns Grand Prix 2025, officiellt Formula 1 Lenovo Hungarian Grand Prix 2025, är ett Formel 1-lopp som kommer att köras den 3 augusti 2025 på Hungaroring i Mogyoród, Ungern. Loppet är det fjortonde loppet ingående i Formel 1-säsongen 2025 och kommer att köras över 70 varv.

## Ställning i mästerskapet före loppet
| Pos. | Förare          | Poäng |
| ---- | --------------- | ----- |
| 1 ▬  | Oscar Piastri   | 266   |
| 2 ▬  | Lando Norris    | 250   |
| 3 ▬  | Max Verstappen  | 185   |
| 4 ▬  | George Russell  | 157   |
| 5 ▬  | Charles Leclerc | 139   |

| Pos. | Konstruktör       | Poäng |
| ---- | ----------------- | ----- |
| 1 ▬  | McLaren-Mercedes  | 516   |
| 2 ▬  | Ferrari           | 248   |
| 3 ▬  | Mercedes          | 220   |
| 4 ▬  | Red Bull          | 192   |
| 5 ▬  | Williams-Mercedes | 70    |

- Notering: Endast de fem bästa placeringarna i vardera mästerskap finns med på listorna.

## Bakgrund
Loppet var det 40:e Grand Prix att köras på Hungaroring. 

### Däck
Pirelli tog med däck av typerna C3, C4 och C5 (hård, medium, mjuk) för att användas under helgen.  

## Kvalet
Kvalet kördes den 2 augusti 2025, klockan 16:00 lokal tid (UTC+2), och fastställde startordningen för loppet.
| Pos.                    | Nr. | Förare            | Konstruktör                  | Kvaltider | Kvaltider | Kvaltider | Start- grid |
| Pos.                    | Nr. | Förare            | Konstruktör                  | Q1        | Q2        | Q3        | Start- grid |
| ----------------------- | --- | ----------------- | ---------------------------- | --------- | --------- | --------- | ----------- |
| 1                       | 16  | Charles Leclerc   | Ferrari                      | 1:15,582  | 1:15,455  | 1:15,372  | 1           |
| 2                       | 81  | Oscar Piastri     | McLaren-Mercedes             | 1:15,211  | 1:14,941  | 1:15,398  | 2           |
| 3                       | 4   | Lando Norris      | McLaren-Mercedes             | 1:15,523  | 1:14,890  | 1:15,413  | 3           |
| 4                       | 63  | George Russell    | Mercedes                     | 1:15,627  | 1:15,201  | 1:15,425  | 4           |
| 5                       | 14  | Fernando Alonso   | Aston Martin Aramco-Mercedes | 1:15,281  | 1:15,395  | 1:15,481  | 5           |
| 6                       | 18  | Lance Stroll      | Aston Martin Aramco-Mercedes | 1:15,673  | 1:15,129  | 1:15,498  | 6           |
| 7                       | 5   | Gabriel Bortoleto | Kick Sauber-Ferrari          | 1:15,586  | 1:15,687  | 1:15,725  | 7           |
| 8                       | 1   | Max Verstappen    | Red Bull Racing-Honda RBPT   | 1:15,736  | 1:15,547  | 1:15,728  | 8           |
| 9                       | 30  | Liam Lawson       | Racing Bulls-Honda RBPT      | 1:15,849  | 1:15,630  | 1:15,821  | 9           |
| 10                      | 6   | Isack Hadjar      | Racing Bulls-Honda RBPT      | 1:15,516  | 1:15,469  | 1:15,915  | 10          |
| 11                      | 87  | Oliver Bearman    | Haas-Ferrari                 | 1:15,750  | 1:15,694  | N/A       | 11          |
| 12                      | 44  | Lewis Hamilton    | Ferrari                      | 1:15,733  | 1:15,702  | N/A       | 12          |
| 13                      | 55  | Carlos Sainz Jr.  | Williams-Mercedes            | 1:15,652  | 1:15,781  | N/A       | 13          |
| 14                      | 43  | Franco Colapinto  | Alpine-Renault               | 1:15,875  | 1:16,159  | N/A       | 14          |
| 15                      | 12  | Kimi Antonelli    | Mercedes                     | 1:15,782  | 1:16,386  | N/A       | 15          |
| 16                      | 22  | Yuki Tsunoda      | Red Bull Racing-Honda RBPT   | 1:15,899  | N/A       | N/A       | PL          |
| 17                      | 10  | Pierre Gasly      | Alpine-Renault               | 1:15,966  | N/A       | N/A       | 16          |
| 18                      | 31  | Esteban Ocon      | Haas-Ferrari                 | 1:16,023  | N/A       | N/A       | 17          |
| 19                      | 27  | Nico Hülkenberg   | Kick Sauber-Ferrari          | 1:16,081  | N/A       | N/A       | 18          |
| 20                      | 23  | Alexander Albon   | Williams-Mercedes            | 1:16,223  | N/A       | N/A       | 19          |
| 107 %-gränsen: 1:20,475 |     |                   |                              |           |           |           |             |
| Källor:                 |     |                   |                              |           |           |           |             |

Noter
1. ↑  Yuki Tsunoda kvalade på 16:e plats, men fick starta loppet från depån, då hans bil modifierats under parc fermé.[2]

## Loppet
Loppet kördes den 3 augusti 2025 klockan 15:00 lokal tid (UTC+2). Loppet kördes över 70 varv. Norris vinst gav McLaren deras 200:e Grand Prix-seger.
| Pos.    | Nr. | Förare            | Konstruktör                  | Varv | Tid/Bröt    | Placering | Poäng |
| ------- | --- | ----------------- | ---------------------------- | ---- | ----------- | --------- | ----- |
| 1       | 4   | Lando Norris      | McLaren-Mercedes             | 70   | 1:35:21,231 | 3         | 25    |
| 2       | 81  | Oscar Piastri     | McLaren-Mercedes             | 70   | +0,698      | 2         | 18    |
| 3       | 63  | George Russell    | Mercedes                     | 70   | +21,916     | 4         | 15    |
| 4       | 16  | Charles Leclerc   | Ferrari                      | 70   | +42,560     | 1         | 12    |
| 5       | 14  | Fernando Alonso   | Aston Martin Aramco-Mercedes | 70   | +59,040     | 5         | 10    |
| 6       | 5   | Gabriel Bortoleto | Kick Sauber-Ferrari          | 70   | +1:06,169   | 7         | 8     |
| 7       | 18  | Lance Stroll      | Aston Martin Aramco-Mercedes | 70   | +1:08,174   | 6         | 6     |
| 8       | 30  | Liam Lawson       | Racing Bulls-Honda RBPT      | 70   | +1:09,451   | 9         | 4     |
| 9       | 1   | Max Verstappen    | Red Bull Racing-Honda RBPT   | 70   | +1:12,645   | 8         | 2     |
| 10      | 12  | Kimi Antonelli    | Mercedes                     | 69   | +1 varv     | 15        | 1     |
| 11      | 6   | Isack Hadjar      | Racing Bulls-Honda RBPT      | 69   | +1 varv     | 10        |       |
| 12      | 44  | Lewis Hamilton    | Ferrari                      | 69   | +1 varv     | 12        |       |
| 13      | 27  | Nico Hülkenberg   | Kick Sauber-Ferrari          | 69   | +1 varv     | 18        |       |
| 14      | 55  | Carlos Sainz Jr.  | Williams-Mercedes            | 69   | +1 varv     | 13        |       |
| 15      | 23  | Alexander Albon   | Williams-Mercedes            | 69   | +1 varv     | 19        |       |
| 16      | 31  | Esteban Ocon      | Haas-Ferrari                 | 69   | +1 varv     | 17        |       |
| 17      | 22  | Yuki Tsunoda      | Red Bull Racing-Honda RBPT   | 69   | +1 varv     | PL        |       |
| 18      | 43  | Franco Colapinto  | Alpine-Renault               | 69   | +1 varv     | 14        |       |
| 19      | 10  | Pierre Gasly      | Alpine-Renault               | 69   | +1 varv     | 16        |       |
| DNF     | 87  | Oliver Bearman    | Haas-Ferrari                 | 48   | Golv        | 11        |       |
| Källor: |     |                   |                              |      |             |           |       |

Noter
1. ↑  Charles Leclerc fick fem sekunders tidsbestraffning. Det påverkade inte slutpositionen.
2. ↑  Pierre Gasly gick i mål på 17:e plats, men fick tio sekunders tidsbestraffning för att har orsakat en kollision med Carlos Sainz Jr.

## Ställning i mästerskapet efter loppet
| Pos. | Förare          | Poäng |
| ---- | --------------- | ----- |
| 1 ▬  | Oscar Piastri   | 284   |
| 2 ▬  | Lando Norris    | 275   |
| 3 ▬  | Max Verstappen  | 187   |
| 4 ▬  | George Russell  | 172   |
| 5 ▬  | Charles Leclerc | 151   |

| Pos. | Konstruktör       | Poäng |
| ---- | ----------------- | ----- |
| 1 ▬  | McLaren-Mercedes  | 559   |
| 2 ▬  | Ferrari           | 260   |
| 3 ▬  | Mercedes          | 236   |
| 4 ▬  | Red Bull          | 194   |
| 5 ▬  | Williams-Mercedes | 70    |

- Notering: Endast de fem bästa placeringarna i vardera mästerskap finns med på listorna.